# الیانا پیتمن
الیانا پیتمن (متولد Eliana Leite Da Silva؛ ۱۴ اوت ۱۹۴۵) خواننده و بازیگر سابق برزیلی است. پیتمن یکی از خواننده‌های با روحیه اوایل دهه ۱۹۷۰ بود. او که دختر خوانده ساکسیفونیست جاز بوکر پیتمن بود، عمیقاً تحت تأثیر و تشویق او قرار گرفت تا هنرمند شود، زیرا او اولین معلم موسیقی، مربی و شریک موسیقی او در برخی از رکوردها بود.
اولین موفقیت بزرگ او تریستزا بود که در سال ۱۹۶۶ ضبط شد، که به سرعت در آمریکای جنوبی به رسمیت شناخته شد، اگرچه او هرگز موفقیت بزرگی مانند دختری از ایپانما اثر آسترود ژیلبرتو نداشت. در طول دهه ۶۰ و ۷۰، او در سراسر برزیل، ایتالیا، فرانسه، ژاپن، ایالات متحده، اسپانیا و ونزوئلا تور برگزار کرد. در سال ۲۰۰۱، پیتمن تور جدیدی را با شروع از ریودوژانیرو افتتاح کرد. از آن به بعد، او به عنوان یک بازیگر تلویزیون، لحظات گوشه نشینی و برخی فعالیت‌های متناوب را پشت سر گذاشته‌است.

## آهنگ‌شناسی منتخب
- الیانا و بوکر پیتمن – اخبار برزیل (Odeon/Paradise Masters، برزیل، ۱۹۶۳)
- الیانا پیتمن (Odeon/Amazon، برزیل، ۱۹۷۲)
- Quem Vai Querer (RCA، برزیل، ۱۹۷۷)
- روح برزیل – فانک، روح، & Bossa Grooves 1965 تا 1977 (EMI/Odeon، فرانسه، اواخر دهه ۱۹۷۰)

## فیلم‌شناسی برگزیده
- ۱۹۶۶ برای زندگیت بدو به عنوان خواننده
- ۱۹۷۱ ژنرال‌های گودال شنی در نقش دالوا
- ۱۹۸۶ جوبیابا
- ۲۰۰۵ آمریکا در نقش ملکه فورو
- ۲۰۱۰ تمپو مدرنوس در نقش میراندا پارانهوس
- ۲۰۱۲ پریمار در نقش دا گویا
- ۲۰۱۳ سانگو بوم به عنوان Chica
- ۲۰۱۹ دخترانی از ایپانما در نقش الزا